# Bajtishu

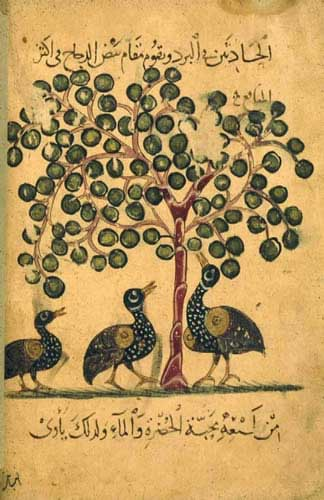
Página del Manāfiʿ al-Hayāwan (منافع الحيوان) de Abū Saʿīd ʿUbayd Allāh ben Bakhtīshūʿ.

Los Bajtshua Gondishapuri (llamados también Bajshitu, Bahtishu, Bahshitu, Bakhtīshūʿ, Boķtīšū‘, Bukhtishu y Bukht-Yishu, también se encuentra este apellido algo erróneamente transliterado como Bokhtishu) fueron una familia de médicos persas, de religión cristiana nestoriana, activa por seis generaciones que operaron a lo largo del tiempo por un cuarto de milenio entre los siglos VII, VIII y IX. 

Algunos componentes de esta familia fueron médicos personales de varios califas abásidas. Ŷurŷīs hijo de Bajt Yishu (o Bukht-Yishu), recibió el emolumento o paga de 10 000 dinares por parte de al-Mansur tras haberlo curado de su enfermeddad en el año 765 d. C. Se ha sostenido que uno de los integrantes de esta familia fue recibido vestido de médico por ʿAlī b. al-Husayn Zayn al-ʿĀbidīn (el 4° Imam chiita) durante su enfermedad que lo había golpeado en el momento previo a la dramma de Karbalāʾ.
Todos los médicos de la corte abásida procedían de la Academia de Gundishapur, ubicada en Persia. Eran eruditos en medicina griega e india y conocían las condiciones médicas de Platón, Aristóteles, Pitágoras y Galeno a los cuales traducían en la ciudad persa de Gundishapur.
La familia era originaria de Ahvaz, en las proximidades de Gundishapur; luego varios de sus integrantes se mudaron a Bagdad y más tarde a Nisibin en el norte de la Antigua Siria (en el s. XX y en la actualidad en el sureste del estado llamado Turquía), que había formado parte del Imperio sasánida.
Yahya al-Barmaki, el visir y mentor de Harun al-Rashid, aseguró  su patronato a la Academia y al hospital de Gundishapur, promoviendo también los estudios astronómicos, médicinales, filosóficos, no solo en Persia sino también en todo el Califato abasí.

## Etimología
El apellido Bajtishu (también frecuentemente transliterado como Bahtīshūʿ o Bakhtīshūʿ) es un nombre compuesto o portmanteau o contracción que consta de una primera palabra bajt o bukht significa "¡Sálvame!" procedente del idioma persa medio (el idioma persa de la época sasánida) que significa "redimido" (Por ejemplo, la frase en urdu «¡Bakhš-kardo!» tiene el lexema Bakhš tomado del persa medio con el significado de salvar) y un componente procedente del siríaco: "Ishu" es en efecto siríaco y transcribe a Jesis: palabra que significa Jesús por consiguiente el apellido en tal caso tiene por significado: "salvado gracias a Jesús". De modo que el apellido en cuestión se puede traducir como "redimido por Jesús" o "Jesús ha redimido". Sin embargo el apellido Bakhtīshūʿ, según el Kitāb ʿUyūn al-anbāʾ fī ṭabaqāt al-aṭibbāʾ (كتاب عيون الأنباء في طبقات الأطباء) del historiador árabe Ibn Abi Usaybi'a (ابن أبي أصيبعة), del siglo XII, significaría en siríaco "servidor de Jesús".

## Integrantes  de la familia
No han sobrevivido testimonios referentes a los primeros miembros de esta familia. Para aquellos que son conocidos, el primer eslabón de la cadena familiar toma el nombre de Ŷurŷīs (Jorge). La secuencia genealógica prosigue del siguiente modo:

### Ŷurŷīs (جرجیس)
Ŷurŷīs, padre de Bajtīshūʿ II y abuelo de Ŷibrāʾīl ibn Bahtīshūʿ, fue un autor de obras científicas y también director del hospital de Gundishapur en el cual se preparaba a médicos para las cortes de Irak, Siria y Persia.  Fue llamado a Bagdad en el 765 d. C. para curare una enfermedad gástrica del califa al-Manṣūr. Tras haber curado hábilmente tal dolencia el califa le pidió que permaneciese en  Bagdad, cosa que hace hasta por su parte cae enfermo en el año 769.  Antes de concederle el permiso de retornar a Gundishapur, el califa lo invitó a convertirse al islam, cosa a lo que se negó afirmando que él deseaba reencontrarse con sus padres tras la muerte.  Divertido por la respuesta, al-Manṣūr envió a uno de sus ministros con Ŷurŷīs para asegurarse que llegase sin problemas a su destino; por otra parte a cambio de una recompensa de 10 000 dīnārs, Jurjīs prometió enviar a Bagdad a su discípulo pupilo ʿĪsā b. Sahl, dado que en ese  momento su hijo, Bahtīshūʿ II, no podía abandonar el hospital de  Gundishapur.

### Bahtīshūʿ II (بختیشوع دوم)
Bahtīshūʿ II o Bajtishu II era el hijo de Ŷurŷīs ben Bakhtīshūʿ y el padre de Ŷibrāʾīl ben Bajtīshūʿ. Fue encargado de ocuparse del hospital de Gundishapur cuando su padre fue convocado para curar los problemas estomacales  del califo al-Mansūr.  Ŷurŷīs no quería que su hijo marchase a Bagdad cuando el decidió retronar al hospital. No obstante ello, Bahtīshūʿ II fue más tarde convocado a Bagdad para curar los disturbios físicos del califa al-Hadi, que estaba gravemente enfermo. No pudo establecerse Bagdad sino hasta el año 787 d. C.:, cuando el nuevo califa, Harun al-Rashid, sufrió violentos ataques de migraña. Bahtishu II logró curar con éxito Harún al-Rashid y este, en señal de gratitud lo nombró médico de cabecera, un puesto que mantuvo hasta su deceso en el año 801.

### Ŷibrāʾīl ibn Bahtīshūʿ (جبرائیل دوم)
También su nombre es escrito como Ŷibrīl b. Bajtīshūʿ, —o si no, Jibrāʾīl ibn Bukhtyishu, o Djabraʾil b. Bakhtishu— fue el hijo Bahtīshūʿ II, y ejerció la medicina bajo los califas de Bagdad desde 787 d. C. hasta su deceso en el año 801. En el 791, Bahtīshūʿ II recomendó a Ŷibrāʾīl (Gabriel) como médico a Yaʿfar el Barmécida, hermano de leche del califa Harún al-Rashid. Pese a tal sugerencia, Ŷibrāʾīl no sucedió en el cargo a su  padre sino recién en el año 805, tras haber tenido éxito en curar a una de las más bellas esclavas de Hārūn al-Rashīd, ganándose con esto el reconocimiento de tal califa.
En la época en que Ŷibrāʾīl estaba en Bagdad, él le sugirió a Hārūn al-Rashīd la construcción del primer hospital de tal ciudad. El nosocomio y el observatorio anexo fueron edificados teniendo como modelo el de Gundishapur, donde Ŷibrāʾīl había estudiado medicina y había obrado como director.  Ŷibrāʾīl sirvió como director también en el hospital de Rashid, al cual el califa había dado su propio nombre.
Los médicos de la corte califal gozaban de un óptimo tratamiento y de gran consideración, como lo recuerda la anécdota en la cual Harún al-Rashid usó a Ŷibrāʾīl para intentar humillar al visir Yahya al-Barmaki en una ocasión en la cual Yahya había ingresado a la sala de tal califa sin pedir su permiso. En un comentario en prosa, Tha'alibi relata una historia que había escuchado de al-Babbagha:

“Bahtīshūʿ ibn Ŷibrīl reporta de su padre… Luego al-Rashīd se dirigió hacia mí y me dijo «‘Ŷibrīl,¿hay alguno que entra antes que tú sin tu permiso a tu propia casa? Yo respondí: No ninguno podría suponer eso. Entonces el califa le respondió ¿así que ocurre en cambio que acá la gente entra sin permiso?»”

Luego de este intercambio de ironías hábilmente, Yaḥyā le recordó a Hārūn al-Rashīd que el mismo califa lo había autorizado a presentarse a su estancia sin pedirle permiso de ingreso y luego requiriendo al califa que si había cambiado la etiqueta él había actuado sin culpa porque no conocía tal cambio de normas.

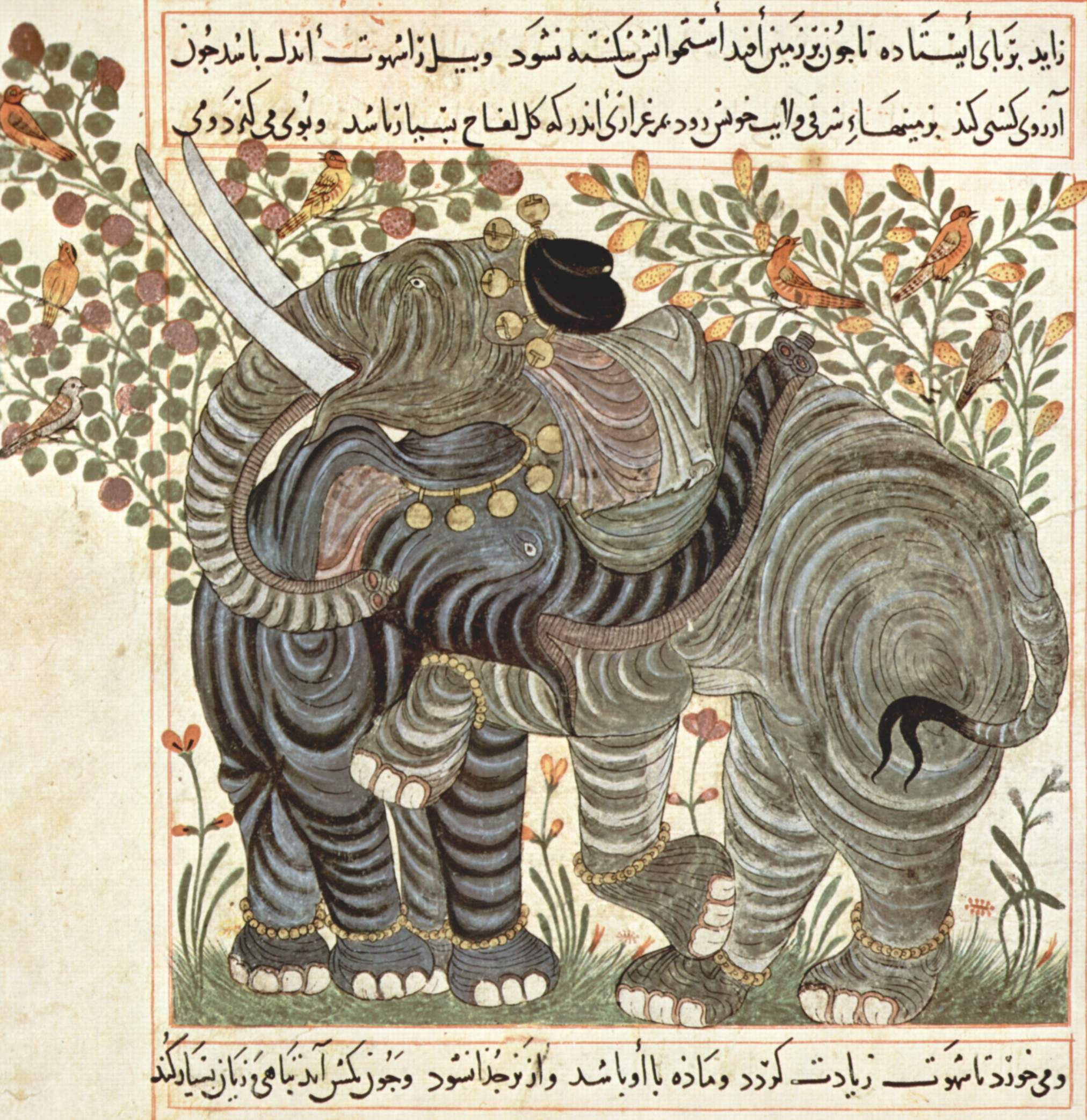
Ilustración en el Manāfiʿ al-Hayāwan (منافع الحيوان) de Abū Saʿīd ʿUbayd Allāh b. Bakhtīshūʿ (manuscrito persa del)

Por lo que evidencia tal episodio, Ŷibrīl gozaba del privilegio de sentarse como nadīm (cortesano y comensal) a la mesa del califa y de poseer una confianza no concedida a los otros presentes. Durante la fase final de la enfermedad de Hārūn al-Rashīd, Ŷibrīl cayó en disgracia por la evidente imposibilidad de poner remedio a la enfermedad que llevó a Rashid a la muerte. Fue salvado de la ejecución por al-Faḍl b. al-Rabīʿ y seguidamente devino médico personal de al-Amin. Tras la salida del trono de  al-Maʾmūn, Ŷibrīl aún corría el peligro de ser encarcelado, pero tuvo la suerte de curar a al-Ḥasan b. Saḥl y por esto fue dejado en libertad 817. 

Tres años más tarde fue substituido por un médico llamado Mihāʾīl, sin embargo fue nuevamente llamado a la corte en el año 827, cuando Mijāʾīl no pudo curar al califa. Ŷibril murió con el favor califal en una fecha ca. el 827 y el 829.

Siendo cristiano fue sepultado en el monasterio (Dayr) de San Sergio en Ctesifonte (actualmente al-Madāʾin, próximo a Bagdad) sobre la orilla derecha del río Tigris.
Durante el siglo IX y el siglo X, los Bajtīshūʿ mantuvieron de hecho el monopolio de la práctica médica en Bagdad. Se cree que Ŷibrīl había acumulado un patrimonio de 88 800 000 dirhams por haber atendido a Hārūn al-Rashīd durante 23 años y a los Barmécidas por otros 13, sin contar los honorarios obtenidos por la curación de otras personas.
Hunayn ibn Ishaq se ganó la consideración de Ŷibrīl tras haber estudiado idioma griego durante muchos años: cosa que le permitió devenir notorio en el siglo siguiente tanto en el Cercano Oriente como en Europa a través de las traducciones de sus obras.

### Ŷibrāʾīl III (جبرائیل سوم)
Ŷibrāʾīl III fue hijo de 'Ubayd Allah ibn Bajtishu, un funcionario adscripto a las cuestiones financieras por cuenta del califa abasida al-Muktadir. Tras la muerte de su padre, su madre se casó con otro médico. Ŷibrāʾīl III entonces comenzó a estudiar medicina en Bagdad donde permaneció sin recursos económicos tras la muerte de su madre. Tras curar a un enviado del califa que provenía de Kermán, fue llamado a Shiraz por parte del buwáyhida 'Adud al-Dawla pero rápidamente regresó a Bagdad. Dejó la capital califal solo para realizar algunas pocas consultas médicas, declinando también la oferta monetaria que le proponía el fatímida al-Aziz quien deseaba que se estableciera en El Cairo. Ŷibrāʾīl III falleció el 8 de junio de 1006.